# Сельское поселение «Деревня Людково»
Сельское поселение «Деревня Людково» — муниципальное образование в составе Мосальского района Калужской области России.
Центр — деревня Людково.

## Население
| 2010 | 2012 | 2013 | 2014 | 2015 | 2016 | 2017 |
| ---- | ---- | ---- | ---- | ---- | ---- | ---- |
| 537  | ↗829 | ↘818 | ↘801 | ↘783 | ↘751 | ↗766 |
| 2018 | 2019 | 2020 | 2021 |      |      |      |
| ↘757 | ↗767 | ↗773 | ↗828 |      |      |      |

## История
Согласно Закону Калужской области в 2011 году на территории административно-территориальной единицы «Мосальский район» было создано новое муниципальное образование со статусом сельского поселения «Деревня Людково» (далее — вновь образованное сельское поселение) в результате преобразования двух граничащих между собой муниципальных образований: сельского поселения «Деревня Людково» и сельского поселения «Посёлок Шаховский» — путём их объединения.

## Состав
В поселение входят 21 населённый пункт:
- деревня Адамовка
- деревня Алферьево
- деревня Астапово
- деревня Бавыкино
- деревня Батищево
- деревня Выгори
- деревня Вязичня
- деревня Грачевка
- деревня Дертовая
- деревня Жупаново
- деревня Захарино
- деревня Котово
- деревня Круглик
- деревня Лесутино
- деревня Лиханово
- деревня Людково, административный центр
- деревня Подсосенское Лесничество
- деревня Тереньково
- деревня Тимохино
- деревня Трушково
- село Шаховский